# Råby-Rönö landskommun
Råby-Rönö landskommun var en tidigare kommun i Södermanlands län.

## Administrativ historik
Den 1 januari 1863, när kommunalförordningarna började tillämpas, skapades över hela riket cirka 2 500 kommuner, varav 89 städer, 8 köpingar och resten landskommuner. Då inrättades i Råby-Rönö socken i Rönö härad i Södermanland denna kommun.
Vid kommunreformen 1952 uppgick denna kommun i Rönö landskommun som ägde bestånd fram till 1971 då dess område gick upp i Nyköpings kommun.